# Makoma Lekalakala
Makoma Lekalakala  (* 1. September 1964 in Soweto) ist eine südafrikanische Umweltaktivistin und Direktorin der Earthlife Africa Niederlassung in Johannesburg. Gemeinsam mit Liz McDaid erhielt sie 2018 den Goldman Environmental Prize für Afrika für ihren erfolgreichen Einsatz gegen ein geplantes Atomabkommen zwischen Südafrika und Russland im Jahr 2017.

## Leben
Makoma Lekalakala wuchs in Soweto auf. Nachdem ihr Vater bei den Soweto-Aufständen 1976 auf dem Heimweg getötet wurde, kümmerte sich ihre Mutter alleine um Makoma und ihre fünf Geschwister. Nach dem Abschluss der Sekundarschule 1982 fehlte das Geld für ein Studium und sietrat daher eine Stelle im Einzelhandel an. Sie begann als jugendliche Aktivistin in ihrer Kirche, wechselte dann zu den Gewerkschaften und wurde in der Folge aktiv für Frauenrechte, soziale und wirtschaftliche Gerechtigkeit und schließlich für Umweltgerechtigkeit.
Als Vertreterin der Gewerkschaft Commercial Catering and Allied Workers Union (aus der später die South African Commercial, Catering and Allied Workers Union (SACCAWU) hervorging) begann Lekalakala 1983, in den Austausch mit Arbeitnehmern zu treten. Dabei wurde ihr bewusst, wie wichtig es ist, Menschen mit Informationen zu versorgen, ihr Vertrauen zu stärken und ihnen zu helfen, ihre eigene Stimme zu finden. 2007 trat sie Earthlife Africa, einer 1988 gegründeten gemeinnützigen Umweltorganisation, bei. Sie baute ein Netzwerk auf, das Frauen in den Diskurs über Umwelt- und Energiefragen einbindet. Dabei erkannte sie, dass viele Frauen, insbesondere in armen Gebieten, mit Energiefragen nicht vertraut sind, obwohl sie als Energiemanagerinnen in ihren Häusern am meisten betroffen sind. Ihr war es wichtig, Informationen, über die sie verfügte, mit anderen zu teilen. Sie erkannte früh die Notwendigkeit eines gerechten Übergangs von fossilen Brennstoffen hin zu erneuerbaren Energien und machte dies zu einem zentralen Anliegen ihrer Arbeit.
Als der seit 2018 amtierende südafrikanische Präsident Cyril Ramaphosa Ende 2020 die Presidential Climate Commission (PCC) ins Leben rief, wurde Makoma Lekalakala als eine der Kommissarinnen ernannt. Als aktives Mitglied dieses Gremiums berät sie in ihrer Rolle als Direktorin von Earthlife Africa Johannesburg und als angesehene Umweltaktivistin den Präsidenten zu Fragen des gerechten Übergangs zu einer kohlenstoffarmen Wirtschaft und setzt sich weiterhin für Klimagerechtigkeit ein.

## Atomabkommen zwischen Südafrika und Russland
Im Jahr 2014 schloss die südafrikanische Regierung ein vertrauliches Abkommen mit der russischen Firma Rosatom über den Bau von acht bis zehn Kernkraftwerken im ganzen Land, die 9,6 Gigawatt Kernenergie erzeugen sollen. Noch im selben Jahre wurde Earthlife Africa durch Hinweise der russischen Umweltorganisation Ökoverteidigung! (englisch: Ecodefense) auf das geheime Projekt aufmerksam. Als sie die finanziellen und ökologischen Auswirkungen des Abkommens entdeckten, entwickelten Makoma Lekalakala und Liz McDaid, einer Aktivistin des Southern African Faith Communities' Environment Institute (SAFCEI) gemeinsam mit ihren Kollegen eine Strategie, um sich dem Abkommen zu widersetzen. SAFCEI setzte sich für erneuerbare Energien ein, um den Klimawandel zu bekämpfen, und war bereits gegen die südafrikanische Atomindustrie vorgegangen. Gemeinsam entwickelten die beiden Frauen einen Plan, um das Projekt anzufechten, wobei sich ihr Vorgehen auch gegen Präsident Zuma selbst richtete, mit der Begründung, das Abkommen sei geheim gehalten worden und unter Umgehung der vorgeschriebenen rechtlichen Verfahren ohne öffentliche Konsultation oder parlamentarische Debatte zustande gekommen.
Das 76-Milliarden-Dollar-Geschäft war in Umfang und Kosten beispiellos und wies Südafrika die gesamte Haftung für nukleare Unfälle zu. Der geplante Standort des ersten neuen Kernkraftwerks befand sich an der Küste von Port Elizabeth, wo das vom Kühlsystem des Kernkraftwerks abgegebene warme Wasser die Temperatur des Ozeans erhöht hätte, was der Meeresfauna geschadet und die Lebensgrundlage der Kleinfischer in der Region gefährdet hätte. Der vorgesehene Standort des Reaktors birgt auch das Risiko seismischer Aktivitäten, die einen Unfall wie den im japanischen Kernkraftwerk Fukushima Daiichi im Jahr 2011 auslösen könnten.
Lekalakala und McDaid waren besonders besorgt über die Umwelt- und Gesundheitsauswirkungen der Ausweitung des Uranabbaus, der Atomstromerzeugung und der Produktion von Atommüll. Sie wussten aber, dass sie sich auf die mit dem Atomdeal verbundene Korruption und die enormen Kosten konzentrieren mussten – ein Thema, das eher die Aufmerksamkeit der Öffentlichkeit auf sich ziehen würde. Sie sprachen mit Gemeinden im ganzen Land und erläuterten die finanziellen Risiken des Projekts sowie die Folgen für die Umwelt und die menschliche Gesundheit. Lekalakala und McDaid hielten auch öffentliche Kundgebungen und Märsche ab, um gegen das Atomprojekt zu protestieren, und demonstrierten in ganz Südafrika. Am 26. April 2017 erklärte der Western Cape High Court den Atomdeal für verfassungswidrig, wodurch das Abkommen für nichtig erklärt und das 76 Milliarden Dollar teure Atomkraftprojekt beendet wurde. Der juristische Triumph von Lekalakala und McDaid war ein bahnbrechender Sieg, der Südafrika vor dem massiven Ausbau der nuklearen Infrastruktur bewahrte, der lang anhaltende ökologische, gesundheitliche und finanzielle Folgen für künftige Generationen gehabt hätte.

## Auszeichnungen
- 2017: WWF Living Awards Honourable Mention[5]
- 2017: Nick Steel Memorial: Environmentalist of the Year[5]
- 2018: Goldman Environmental Prize für Africa